# ماهنیان
ماهنیان، ماهنیان روستایی در شهرستان‌ رزن استان همدان  هست ، دارای زمستان های سرد و تابستان های معتدل است ، مردم ماهنیان مشغول به کشاورزی یا کار در کارخانه های تولید قطعات خودرو هستن که چندین درصد قطعات خودرو نیازمندی ایران از این روستا تامین می‌شود.

## جمعیت
این روستا در دهستان خرقان قرار دارد و براساس سرشماری مرکز آمار ایران در سال ۱۳۹۵، جمعیت آن ۴۳۲ نفر )150 خانوار)